# 캐서린 앤 포터

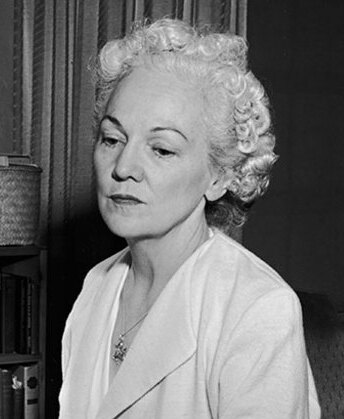

캐서린 앤 포터(Katherine Anne Porter, 1890년 5월 15일 ~ 1980년 9월 18일)는 미국의 여류소설가이다. 텍사스주 인디언크리크에서 태어나, 남부의 어느 수도원학교에서 교육을 받은 후 기자생활 등을 하면서 유럽을 방랑했다. 그 후 노스캐롤라이나 여자대학 및 미시간 대학에서 공부하고, 처녀 단편집 <꽃피는 유대의 나무>(1930)에서 호평을 얻자 이듬해 구겐하임 장학금을 얻어 본격적인 작가생활에 들어갔다. <꽃피는 유대의 나무>는 어떤 여성혁명가의 심리적 형태를 그린 작품이다. 포터는 멕시코를 비롯한 남부를 무대로 해서 <농장>(1924)에서는 러시아인 영화 제작자들, <낮술>(1937)에서는 자살과 살인문제를 다루어 주목을 끌었고, 포크너와 함께 미국 남부를 대표하는 문학자가 되었다. 최근작 <어리석은 자의 배>(1962)는 본격적인 장편으로 화객선(貨客船) 베러호를 타고 유럽으로 건너가는 인간의 정치적·종교적 반응을 예리하게 다루어 베스트 셀러가 되었다.